# Miguel Boriba
Miguel Ángel Boriba Elembo (Malabo, 14 maggio 1990) è un calciatore equatoguineano, difensore del Móstoles URJC.

## Carriera

### Club
Ha giocato tra la quarta e la quinta divisione spagnola.

### Nazionale
Tra il 2009 e il 2015 ha giocato 7 partite con la nazionale equatoguineana.

## Statistiche

### Cronologia presenze e reti in nazionale
| Cronologia completa delle presenze e delle reti in nazionale ― Guinea Equatoriale | Cronologia completa delle presenze e delle reti in nazionale ― Guinea Equatoriale | Cronologia completa delle presenze e delle reti in nazionale ― Guinea Equatoriale | Cronologia completa delle presenze e delle reti in nazionale ― Guinea Equatoriale | Cronologia completa delle presenze e delle reti in nazionale ― Guinea Equatoriale | Cronologia completa delle presenze e delle reti in nazionale ― Guinea Equatoriale | Cronologia completa delle presenze e delle reti in nazionale ― Guinea Equatoriale | Cronologia completa delle presenze e delle reti in nazionale ― Guinea Equatoriale |
| Data                                                                              | Città                                                                             | In casa                                                                           | Risultato                                                                         | Ospiti                                                                            | Competizione                                                                      | Reti                                                                              | Note                                                                              |
| --------------------------------------------------------------------------------- | --------------------------------------------------------------------------------- | --------------------------------------------------------------------------------- | --------------------------------------------------------------------------------- | --------------------------------------------------------------------------------- | --------------------------------------------------------------------------------- | --------------------------------------------------------------------------------- | --------------------------------------------------------------------------------- |
| 28-3-2009                                                                         | Espargos                                                                          | Capo Verde                                                                        | 5 – 0                                                                             | Guinea Equatoriale                                                                | Amichevole                                                                        | -                                                                                 | ?’                                                                                |
| 6-6-2009                                                                          | Tallinn                                                                           | Estonia                                                                           | 3 – 0                                                                             | Guinea Equatoriale                                                                | Amichevole                                                                        | -                                                                                 | 62’                                                                               |
| 8-2-2011                                                                          | Malabo                                                                            | Guinea Equatoriale                                                                | 2 – 0                                                                             | Ciad                                                                              | Amichevole                                                                        | -                                                                                 | 45+1’                                                                             |
| 6-6-2015                                                                          | Andorra la Vella                                                                  | Andorra                                                                           | 0 – 1                                                                             | Guinea Equatoriale                                                                | Amichevole                                                                        | -                                                                                 | 75’                                                                               |
| 5-9-2015                                                                          | Giuba                                                                             | Sudan del Sud                                                                     | 1 – 0                                                                             | Guinea Equatoriale                                                                | Qual. Coppa d'Africa 2017                                                         | -                                                                                 | 67’                                                                               |
| 10-10-2015                                                                        | Pristina                                                                          | Kosovo                                                                            | 2 – 0                                                                             | Guinea Equatoriale                                                                | Amichevole                                                                        | -                                                                                 | 62’                                                                               |
| 15-11-2015                                                                        | Bata                                                                              | Guinea Equatoriale                                                                | 1 – 0                                                                             | Marocco                                                                           | Qual. Mondiali 2018                                                               | -                                                                                 | 53’                                                                               |
| Totale                                                                            |                                                                                   | Presenze                                                                          | 7                                                                                 |                                                                                   | Reti                                                                              | 0                                                                                 |                                                                                   |